# Tyria jacobaeae
Tyria jacobaeae (Linnaeus, 1758) è una falena appartenente alla famiglia Erebidae, diffusa in Eurasia e introdotta in Nordamerica e Oceania.. 

## Descrizione

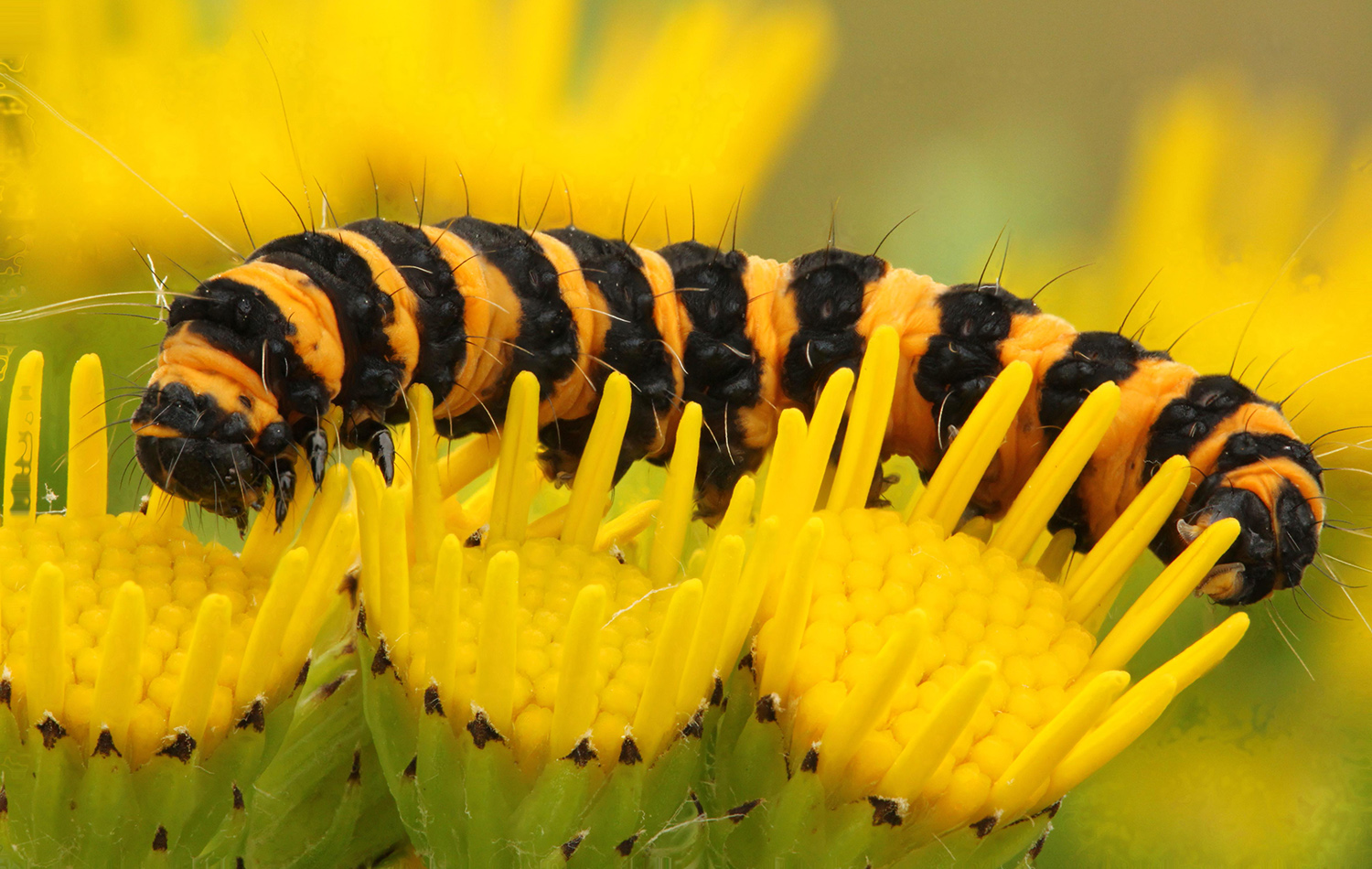
Bruco

L'adulto è caratterizzato da ali anteriori nere con una striscia rossa lungo il margine esterno, e due macchie tonde rosse lungo il margine posteriore; le ali posteriori sono invece completamente rosse.
Il bruco può raggiungere i 3 cm di lunghezza ed è dotato di colorazione chiaramente aposematica, nera con anellature gialle tra ogni segmento.

## Biologia
È una specie prevalentemente notturna, ma vola anche di giorno. Il bruco si ciba solo di poche specie di piante, in primis di Jacobaea vulgaris, a cui deve il nome specifico; nelle valli alpine ripiega però solitamente su tossilaggine e farfaraccio.

## Distribuzione e habitat
La specie predilige ambienti aperti, secchi o moderatamente umidi.